# Arenaromyia caspica
Arenaromyia caspica är en tvåvingeart som beskrevs av Fedotova 1999. Arenaromyia caspica ingår i släktet Arenaromyia och familjen gallmyggor. Inga underarter finns listade i Catalogue of Life.